# SMS Rostock
Le SMS Rostock est un croiseur léger de classe Karlsruhe lancé en 1912 pour la Kaiserliche Marine. Sa construction commence en 1911 au chantier naval Howaldtswerke-Deutsche Werft à Kiel. Il est lancé en novembre 1912, et intègre la Hochseeflotte (« flotte de haute mer ») en février 1914.
Le Rostock participe avec la Hochseeflotte à la bataille du Dogger Bank ainsi qu'à la bataille du Jutland. Durant celle-ci, le Rostock est torpillé par des destroyers britanniques dans la nuit du 31 mai. Remorqué par des torpilleurs, il est coulé le lendemain par le HMS Dublin (en) après que l'équipage a pu évacuer.